# Da Vinci’s Inquest
Da Vinci’s Inquest (deutsch: Da Vincis Untersuchung) ist eine kanadische Fernsehserie um den städtischen Leichenbeschauer Dominic da Vinci als zentrale Figur. Die für den englischsprachigen Teil des kanadischen Senders CBC produzierte Serie war in Kanada äußerst erfolgreich und lief dort sieben Jahre lang von 1997 bis Ende 2004.

## Inhalt
Die Serie spielt in Vancouver und basiert – frei – auf wahren Fällen, die der real existierende oberste Leichenbeschauer (chief coroner) Larry Campbell gelöst hatte, bevor er 2002 zum Bürgermeister von Vancouver gewählt worden war. Campbell, heute Mitglied im kanadischen Senat, arbeitete auch an einigen der Drehbücher mit. Hauptdarsteller ist der kanadische Schauspieler Nicholas Campbell, der vor allem durch Filme von David Cronenberg wie Naked Lunch (1991) und Dead Zone (1983) bekannt geworden ist. Entwickler, Drehbuchautor – neben anderen – und einer der Regisseure ist Chris Haddock, bekannt als Autor mehrerer Episoden der Serie MacGyver. 
Neben Nicholas Campbell agieren fast ausschließlich kanadische Schauspieler, die teilweise international bekannt sind. Die renommierte Shakespeare-Darstellerin Gwynyth Walsh spielt Da Vincis Ex-Ehefrau, die Pathologin Patricia da Vinci (bis 2002). Donnelly Rhodes, bekannt als Doctor Cottle in Battlestar Galactica, ist Detective Leon Shannon. Der Darsteller des Detective Mick Leary, Ian Tracey, häufig in kleineren Gastrollen in US-amerikanischen Serien wie The Dead Zone und Taken zu sehen, wurde als 15-Jähriger durch seine Verkörperung des Huckleberry Finn in der deutsch-kanadischen Fernsehserie Die Abenteuer von Tom Sawyer und Huckleberry Finn (1979) auch in Deutschland bekannt.
Die Serie um den Leichenbeschauer Da Vinci wurde von Kritik und Publikum vor allem wegen komplex gestalteter Charaktere, glaubwürdiger Plots und einer gewissen düsteren Grundstimmung geschätzt, die sie sowohl von älteren, einfach gestrickten US-Serien mit ähnlicher Thematik wie Quincy unterscheidet, als auch von den eher sachlich-nüchternen britischen BBC-Produktionen wie Gerichtsmedizinerin Dr. Samantha Ryan. Einige Kritiker vergleichen Da Vinci’s Inquest in seiner Machart mit der auch in Deutschland gezeigten Polizisten-Serie NYPD Blue von Steven Bochco. Die einzelnen Folgen behandeln meist „harte“ Themen wie Serienmord an Prostituierten, Zuhälterkriege im Rotlichtmilieu und Todesfälle in Polizeigewahrsam. Auch vor Tabuthemen wie Vergewaltigung in der Ehe und Suizid von Kindern schreckten die Macher der Serie nicht zurück. Tatort ist oft Downtown Eastside, Vancouvers Problemviertel mit Armut, Gewalt und Drogenproblemen.

## Auszeichnungen
Die Serie gewann zahlreiche Preise, darunter sechsmal hintereinander den kanadischen Fernsehpreis Gemini Award als beste englischsprachige dramatische Serie, Hauptdarsteller Nicholas Campbell einen Gemini Award als bester Schauspieler Kanadas. Anne Wheeler, Regisseurin mehrerer Episoden, erhielt für ihre Regiearbeit bei den zusammenhängenden Episoden 14 und 15 (The Cinderella Story) (1999) im Jahr 2000 einen Leo Award, Film- und Fernsehpreis des Leo Awards Film Festivals in Vancouver.

## Ausstrahlungsnotizen
Da Vinci’s Inquest läuft seit 2005 auch erfolgreich in den USA, wo Penguin Books eine Taschenbuch-Serie zu den Episoden erarbeitete, und wurde bislang in rund 50 Ländern der Erde auf allen fünf Kontinenten ausgestrahlt; in Deutschland war es bisher noch nicht zu sehen.

## Ende der Serie
2005 wurde Da Vinci’s Inquest in Kanada eingestellt. Die Nachfolgeserie Da Vinci’s City Hall (deutsch: Da Vincis Rathaus), konzipiert nach der Biografie des echten Bürgermeisters, Larry Campbell, mit Dominic Da Vinci alias Nicholas Campbell als neu gewähltem Bürgermeister von Vancouver und einem zum city coroner aufgestiegenen Detective Mick Leary alias Ian Tracey, wurde nicht so erfolgreich und bereits nach der ersten Jahres-Staffel im Februar 2006 von CBC aus dem Programm genommen. 
In einem Gespräch mit der kanadischen Tageszeitung The Globe and Mail aus Toronto vom 28. Februar 2006 äußerten Hauptdarsteller und Regisseur ihre Meinung über mutmaßliche Gründe für die Absetzung: Da die Stadt Vancouver in Vorbereitung der nächsten Olympischen Winterspiele 2010 intensiv an ihrem Erscheinungsbild als saubere und sichere Stadt arbeite und die Polizei auf Anweisung oberer Behörden derzeit ungewohnt rigoros in Problemvierteln wie Downtown Eastside „aufräume“, seien Serien wie Da Vinci’s Inquest und Da Vinci’s City Hall zunehmend unerwünscht. Via Fernsehen öffentlich ausgebreitete Affären wie Korruption und Verbrechen innerhalb politischer und bürokratischer Institutionen sowie der Polizei seien zu heiße Eisen und schlecht für das Image Vancouvers und ganz Kanadas. 
Vor allem Hauptdarsteller Campbell nennt öffentlich politische Gründe für die Absetzung, während Autor und Regisseur Haddock die Sache nüchterner von einem wirtschaftlichen Aspekt aus betrachtet: Vom Leichenbeschauer Da Vinci hätten die Zuschauer nach so vielen Jahren einfach genug gehabt, und die neue Rolle als etablierter Bürgermeister hätten sie ihm nicht abgenommen – die Einschaltquote rutschte in den Keller. The Quality of Life, ein Da Vinci-Special in Spielfilmlänge für das englischsprachige kanadische Fernsehen, wurde im Juni 2008 ausgestrahlt.